# تل العقارب (فلم)
تل العقارب هو فيلم مصري من إخراج نيازي مصطفى وبطولة نورا، يونس شلبي، شريفة فاضل، صلاح قابيل، محمد رضا وسيد زيان، صدر الفيلم في 18 يونيو 1985.

## نبذة
يسعى عنتر لتطهير حي تل العقارب من الفساد. ينتقم منه أشرار الحي بحرق المصنع الذي يعد مأوى لكل عاطل ومحتال في التل، يصاب عنتر بالشلل ويعود التل إلى سابق عهده. تنتهي مدة عقوبة محمود النمرسي الذي سجن ظلمًا لكي يكمل رسالة عنتر. يتصدى مع نوسة صاحبة المقهى للذين يريدون تحويل الحي إلى سوبر ماركت.

## طاقم العمل
- نورا بدور عزيزة
- يونس شلبي بدور جابر
- شريفة فاضل بدور المعلمة نوسة
- صلاح قابيل بدور محمود النمرسي
- محمد رضا بدور المعلم عنتر
- سيد زيان بدور زينهم

## وصلات خارجية
- مقالات تستعمل روابط فنية بلا صلة مع ويكي بيانات